# Marcel Bouroș
Marcel Bouroș (n. 10 iunie 1962, Reghiu, Vrancea, România) este un om de afaceri, activist civic și ortodox, candidat independent la funcția de Primar al Municipiului Constanța. Inginer electromecanic îmbarcat la bordul navelor companiei Navrom, din 1990 s-a lansat in afaceri, dobândind o poziție respectată între oamenii de afaceri constănțeni prin seriozitate si corectitudine in toate situațiile, precum si prin nenumărate acțiuni caritabile si de sprijinire ale celor aflați in nevoie – multe din acestea rămânând necunoscute. Este căsătorit cu Irina din 1992, cu care are trei copii. 
Marcel Bouroș își bazează campania pentru Primaria Constanța pe cinste si revenirea la valorile tradițional creștine ale românilor.

## Biografie
Marcel Bouroș s-a născut pe data de 10 iunie 1962 în Vrancea la Gura Reghiului, a terminat școala generală în localitatea natală, ulterior absolvind liceul “Unirea Focșani”. 
În perioada  adolescenței are pasiuni specifice vârstei: box și parașutism.
La 19 ani se înscrie la Institutul de Marină “Mircea cel Bătrân din Constanța. După absolvirea studiilor se îmbarcă ca ofițer electromecanic navigând prin toată lumea la bordul navelor Navrom
.
Dupa Revoluția din 1989, își întemeiează o familie împreuna cu Irina, care i-a dăruit trei copii.
Renunță la navigație și începe afaceri pe cont propriu, mai întai în domeniul alimentar, înființând firma "Liliput” cu obiect de activitate import-export, comerț en-gros și en-detail, agrozootehnie și producție.

## Fondator

### Fundația Sfinții Martiri Brâncoveni
În anul 2003 , Marcel Bouroș alături de un grup de apropiați, pune bazele  Fundației “Sfinții Martiri Brâncoveni” cu scopul de a ajuta la raspândirea învățăturii creștin-ortodoxe în randul tinerilor. Principalul proiect al Fundației, ca O.N.G., a fost cel educațional, și anume Școala și Grădinița “Sfinții Martiri Brâncoveni”.
	Motivația înființării acestei Fundații este declinul valorilor din societatea de consum în care trăim și dorința de a crea tinerilor un respect față de valorile ortodoxiei, tradițiile naționale și jertfa înaintașilor. 
	Realizările acestei fundații sunt:
- Librăria Brâncovenească;
- o bibliotecă pentru elevi și studenti;
- un cerc misionar pentru tineret, unde aceștia primesc îndrumare duhovnicească și participă la întruniri pe teme spiritual - duhovnicești;
- un program de burse pentru elevii cu dificultăți materiale;
- un program de ajutorare a familiilor nevoiașe;
- un program de conferințe în școli și licee pe teme pro-vita.

### Școala și grădinița "Sfintii Martiri Brancoveni"
Școala "Sfintii Martiri Brancoveni" este o școală privată pentru clasele I-IV , cu specific creștin-ortodox și care are în vedere valorificarea  tradițiilor culturale românești în cadrul învățământului. Școala este acreditată de Ministerul Educației și respectă conform legii, 70% programa oficială, văzută însă prin prisma creștină. Programul școlii nu face nici un rabat instrucției dar, are în vedere că  principalul scop al educației este formarea caracterului .
	Grădinița "Sfintii Martiri Brancoveni" urmează același specific ca și școala, fără a scăpa din vedere dezvoltarea logicii, îndemânării și imaginației copiilor, dobândirea unei bune cunoașteri a limbii engleze sau  socializarea copiilor.

### Complexul Curtea Brâncovenească
Complexul Curtea Brâncovenească  cuprinde restaurantul, hotelul, magazinul cu produse bio,  și librăria cu același nume. Acesta dorește promovarea culturii și bucătăriei tradiționale românești, dar și a unei alimentații sănătoase bazate pe consumul de produse naturale. 
	De asemenea, pentru a asigura o sursă de hrană lipsită de conservanți pentru clienții restaurantului și magazinului a fost înființată la Medgidia o fermă agrozootehnică acreditată ecologic. Aceasta produce: grâu, porumb, orz, ovăz și secară precum și lapte integral, păsări de curte: găini, curcani, rațe și gâște.
Înființarea acestor ferme nu a avut loc fără sacrificii, astfel Marcel Bouroș a fost nevoit sa facă un imprumut de peste 300.000 de euro la nivelul anului 2000.

## Implicare socială
Justificarea înfiițării fundației “Sfinții Martiri Brâncoveni” precum si a complexului “Curtea  Brâncovenească” a fost interesul din ce in ce mai scăzut al guvernanților postdecembriști față de valorile naționale, degradarea sistemului educațional, lipsa unei alternative la stilul de viață consumatorist și a nepăsarii față de pierderea în ritm alarmant a identității naționale în favoarea celei occidentale.
Susținător al unei informări în paralel cu cele oferite de mass-media, a organizat numeroase simpozioane privind diverse teme cu caracter istoric, științifico-medical și relgios ortodox.
Multe dintre aceste evenimente au fost susținute la Casa de Cultura din Constanța precum si in libraria din complexul Curții Brâncovenești.
A fost foarte apropiat de mari personalități ale vieții duhovnicești și culturale precum Părintele Arsenie Papacioc, Parintele Teofil Pârâianu, Părintele Nicolae Tanase, Dr. Pavel Chirilă, Dr. Floarea Damaschin, Dr. Ovidiu Bojor, Dr. Gheorghe Mencinicopschi, Dan Puric, Ioan Vlăducă, Ovidiu Hurduzeu, Mircea Platon, Dan Ciachir, Ilie Tudor, Marcel Petrișor, Constantin Bucescu și alții.